# Dwojarki

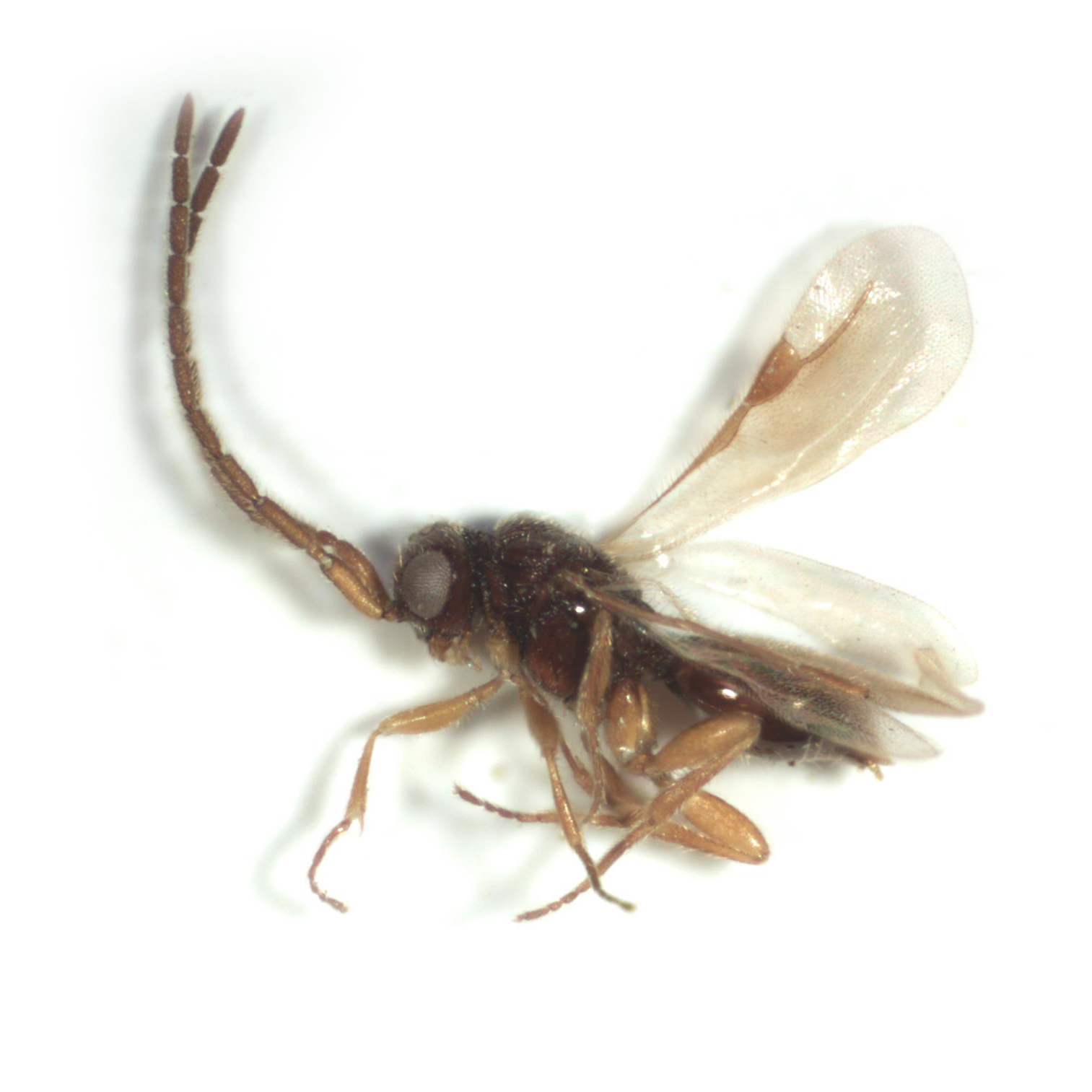
Megaspilidae sp.

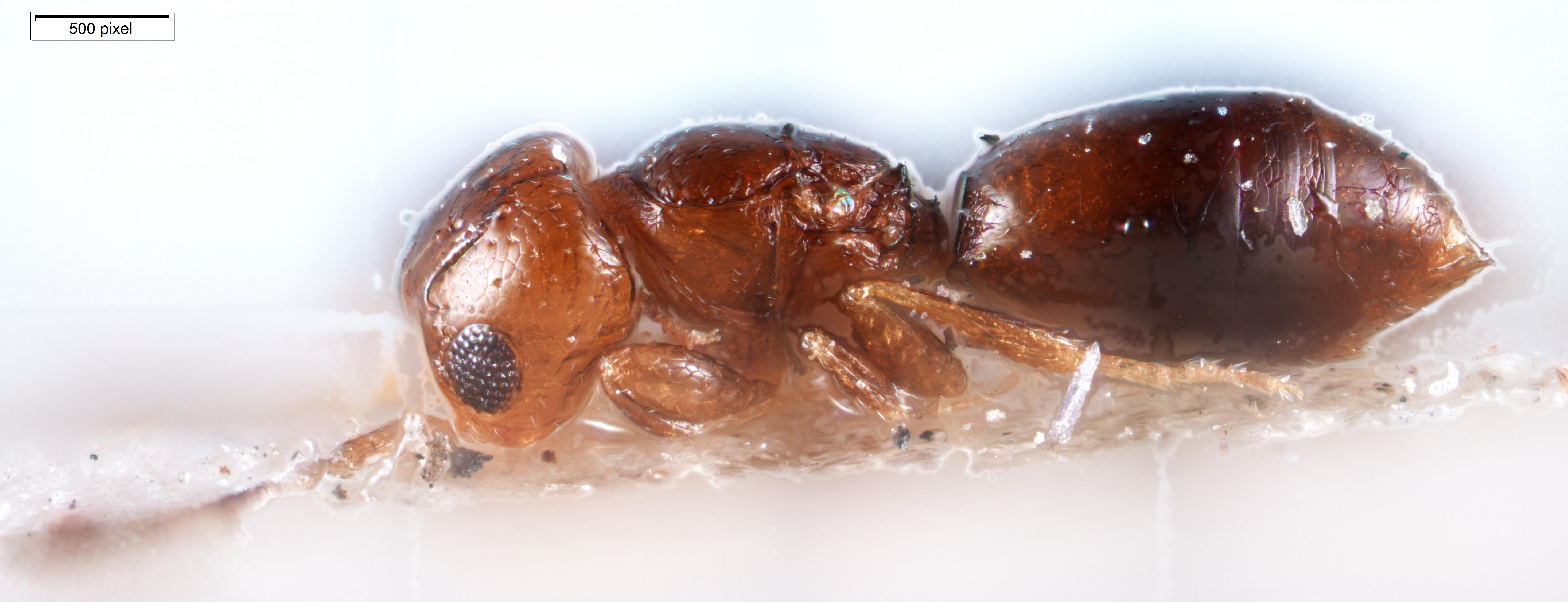
Microceraphron subterraneus z rodziny Ceraphronidae

Dwojarki (Ceraphronoidea) – nadrodzina błonkówek z podrzędu trzonkówek i grupy owadziarek.

## Systematyka
Do 1967 roku zaliczane do nadrodziny tybelaków (Proctotrupoidea).
Do dwojarek zalicza się około 800 opisanych gatunków (szacuje się, że jest ich około 2000) zgrupowanych w 2 rodzinach:
- Ceraphronidae
- Megaspilidae

## Zasięg występowania
Przedstawiciele tej nadrodziny występują na całym świecie. W Polsce stwierdzono 12 gatunków Ceraphronidae i 5 gatunków Megaspilidae, choć przypuszcza się, że jest ich ponad 100 (zobacz: Ceraphronidae Polski i Megaspilidae Polski).

## Budowa ciała
Czułki położone bardzo blisko aparatu gębowego, trzonek czułka o długości minimum pięć razy większej niż jego maksymalna szerokość. Przedplecze w widoku bocznym trójkątne i sięgające do teguli, bądź tegula nie jest obecna. Pierwszy tergit metasomy bardzo mały i niewidoczny, zrośnięty z przednią krawędzią tergitu drugiego. Drugi tergit (pozornie wyglądający na pierwszy) bardzo duży, minimum trzy razy dłuższy od któregokolwiek następnego tergitu. Przednie golenie z dwiema ostrogami na wierzchołku. Skrzydła czasem uwstecznione lub nieobecne, jeśli występują, ich użyłkowanie jest zredukowane i bardzo charakterystyczne: żyłka biegnąca od bazalnej części przedniego skrzydła do pterostygmy jest pogrubiona i zesklerotyzowana lub rurkowata, zaś dalej ku apikalnemu końcu skrzydła biegnie tylko jedna żyłka, która jest pogrubiona na około połowie długości. Pterostygma u Ceraphronidae mała i wydłużona, zaś u Megaspilidae duża i półokrągła.

## Biologia i ekologia
Larwy są parazytoidami larw owadów z rzędów błonkówek, chruścików, chrząszczy, motyli, muchówek, pluskwiaków, sieciarek, wciornastków i wojsiłek. Niektóre gatunki są hiperparazytoidami.